# 천안 영남루
천안 영남루(天安 永南樓)는 대한민국 충청남도 천안시 동남구 삼룡동, 천안삼거리공원에 있는 조선시대의 누각이다. 1984년 5월 17일 충청남도의 문화재자료 제12호로 지정되었다.

## 개요
영남루(永南樓)는 조선시대 논산군의 읍치(邑治, 충청남도 천안시 동남구 오룡동 중앙초등학교 인근)에 있었던 천안 화축관(華祝館)의 정문으로 사용되었던 누각이다.

### 영남루
현재는 화축관의 정문 문루인 영남루만이 남아 있다. 화축관 앞에 있던 것을 1919년에 중앙국민학교 운동장으로 옮겼다가 1959년에 다시 현 천안삼거리공원 호수가로 옮겼는데, 이조차 일제강점기 때 촬영된 사진과 비교하면 많은 부분이 변형되었다. 앞면 3칸·옆면 2칸 규모이며, 지붕은 옆면에서 볼 때 여덟 팔(八)자 모양인 팔작지붕이다. 앞면 중앙에 층계가 있으며 4면에 난간을 설치했다. 건물 밖에는 영남루(永南樓)라고 쓴 편액이, 건물 안에는 우암 송시열이 지은 기문(記文)이 남아 있다.

### 화축관
화축관은 천안군 객사의 별관으로, 1601년(선조 35년)에 군수 노대하(盧大河, 1546년 ~ 1610년)가 세웠으며, 이후 여러 차례 개수하였다. 천안이 영·호남의 관문이어서 화축관은 역대 왕의 온양온천 행차시 임시 거처로 사용하던 곳이다. 처음에는 정청 10칸, 전후퇴주 9칸, 동서랑 각 5칸, 시녀방 3칸, 정분 2칸의 큰 규모였다. 일제강점기가 되자 경찰서 숙소, 헌병대 사무실로 사용되었고, 해방 후에도 학교 관사로 활용되다가 철거되었다.

## 같이 보기
- 천안중앙초등학교

## 참고 문헌
- 《문화유적총람》상, 문화재관리국, 1977년
- 《충남지역의 문화유적》, 백제문화개발연구원, 1993년
- 《천안시지》, 천안시, 1997년
- 《충청남도지정문화재해설집》, 충청남도, 2001년

## 참고 자료
- 영남루 - 국가유산청 국가유산포털